# とらわれて夏
『とらわれて夏』（とらわれてなつ、Labor Day）は、2013年のアメリカ合衆国のドラマ映画。ジェイソン・ライトマン監督・脚本。原作はジョイス・メイナードの小説『レイバーデイ』である。
プレミア上映は2013年8月29日にテルライド映画祭で行われた。アメリカ合衆国では2013年12月25日に限定公開された後、2014年1月31日に拡大される。

## ストーリー
1987年のレイバー・デーの週末。夫に去られた心の傷を抱えているシングルマザーのアデルは13歳の息子のヘンリーと共に買い物に出かけたところ、逃亡犯の男と出会い、匿うこととなる。

## キャスト
※括弧内は日本語吹替
- アデル・ウィーラー - ケイト・ウィンスレット（安藤麻吹）
- フランク・チェンバース - ジョシュ・ブローリン（篠塚勝）
- ヘンリー・ウィーラー - ガトリン・グリフィス（英語版）（本城雄太郎）
- 成人後のヘンリー・ウィーラー / ナレーター - トビー・マグワイア（平川大輔）
- 青年期のフランク・チェンバース - トム・リピンスキー
- マンディ - マイカ・モンロー
- ジェラルド - クラーク・グレッグ
- トレッドウェル巡査 - ジェームズ・ヴァン・ダー・ビーク（萩沢俊彦）
- ジャーヴィス氏 - J・K・シモンズ
- イヴリン - ブルック・スミス
- エレノア - ブリード・フレミング（宮本侑芽）
- マージョリー - アレクシー・ギルモア（英語版）
- リチャード - ルーカス・ヘッジズ
- バリー - マイカ・フォウラー

## 製作
2009年にジェイソン・ライトマンが監督することが報じられた。2011年6月16日、ウィンスレットとブローリンがアデル役とフランク役で契約したことが発表された。製作はパラマウント映画とインディアン・ペイントブラッシュが共同で行う。
主要撮影は2012年6月13日にマサチューセッツ州で開始された。ロケ地はサットン・マサチューセッツ、シェルバーン、アクトン、マンスフィールド、ネイティック、メドフィールド、メドウェイなどである。

## プロモーション
2013年７月23日、ウィンスレット、ブローリン、グリフィスの写真が初公開された。

## 評価
2013年11月9日時点でRotten Tomatoesの集計によると、27件のレビューで支持率は63%である。Metacriticでは7件のレビューで加重平均値は66/100である。
本作はケイト・ウィンスレットの演技が称賛されたものの、作品の総合的な評価は前述のRotten Tomatoesの割合の通り賛成派の方がやや多い賛否両論となっている。
ニューヨーク・ポストのロー・ルメニックは本作と『パーフェクト・ワールド』(クリント・イーストウッド監督作品)との間に類似性があることを指摘しつつ、高く評価した。